# 조효소
조효소(助酵素, 영어: coenzyme)는 복합단백질로 이루어진 효소의 효소작용을 돕는 저분자 화합물로서 효소의 비단백질 성분을 가리킨다. 효소는 단백질 부분과 여기에 첨가되어 있는 보결분자족으로 구성된다. 이때 이 둘의 결합이 약하고 가역적 해리평형 상태에 있는 보결분자족을 조효소라고 한다. 보효소(補酵素), 보조효소(補助酵素)라고도 한다. 조효소의 상당수는 비타민의 유도체로 잘 알려져 있다. 이러한 보조효소는 금속계 보조인자와 함께 보조인자의 양대축이다.

## 분류
- 아포효소(apoenzyme): 조효소를 함유하는 복합 효소 가운데 조효소를 제외한 단백질 부분을 주효소 또는 아포효소라고 한다.[5]
- 홀로효소(holoenzyme): 아포효소와 조효소를 결합하여 촉매능을 갖는 복합단백질을 완전효소 또는 홀로효소라고 한다.[6]

## 예시
예시는 테트라하이드로폴산(테트라하이드로폴레이트, tetrahydrofolate)과 티미딜산 합성효소(Thymidylate synthase, TS)를 들 수 있다. 테트라하이드로폴산은 폴산의 생화학적 활성 형태로, 아미노산, 퓨린과 피리미딘 대사의 조효소로 작용한다. TS는 디옥시유리딘 일인산(deoxyuridine monophosphate, dUMP)을 디옥시티미딘 일인산(deoxythymidine monophosphate, dTMP)으로 전환하는 효소이다.
이 경우 TS는 아포효소이며 테트라하이드로폴산이 보조효소이다. 한편 테트라하이드로폴레이트는 엽산(folic acid)을 공급원으로 한다.

## 표기
보효소, 보조효소, 조효소가 다른 이름으로 불리기는 하나 이들은 모두 영문명 coenzyme을 공유하는 다른 표기이다.

## 같이 보기
- 에너지대사
- 조효소 A
- 효소

- The role of thymidylate synthase in cellular regulation,Chu E, Allegra CJ.-Adv Enzyme Regul. 1996;36:143-63.